# Bjagchog
Bjagchog – gewog w dystrykcie Czʽukʽa, w Bhutanie. Według danych z 2017 roku liczył 2887 mieszkańców.